# 德累斯顿行政区
德累斯顿行政区（Regierungsbezirk Dresden）是德国萨克森州曾经的3个行政区之一，存在于1991年至2008年，位于该州的东部，首府德累斯顿。2008年8月1日，该行政区改组为德累斯顿管区，后者于2012年3月撤销。

## 行政区划
德累斯顿行政区下设8个县：
1. 包岑县（Landkreis），首府包岑（Bautzen）
2. 卡门茨县（Landkreis Kamenz），首府卡门茨（Kamenz）
3. 勒包-齐陶县（Landkreis Löbau-Zittau），首府齐陶（Zittau）
4. 迈森县（Landkreis Meißen），首府迈森（Meißen）
5. 下西里西亚上劳西茨县（Niederschlesische Oberlausitzkreis），首府尼斯基（Niesky）
6. 里萨-格罗森海恩县（Landkreis Riesa-Großenhain），首府格罗森海恩（Großenhain）
7. 萨克森施韦茨县（Landkreis Sächsische Schweiz），首府皮尔纳（Pirna）
8. 魏瑟里茨县（Weißeritzkreis），首府迪波尔迪斯瓦尔德（Dippoldiswalde）

德累斯顿行政区下设3个直辖市：
1. 德累斯顿市（Dresden）
2. 格尔利茨市（Görlitz）
3. 霍耶斯韦达市（Hoyerswerda）